# Фрањете (Изернија)
Фрањете је насеље у Италији у округу Изернија, региону Молизе.
Према процени из 2011. у насељу је живело 89 становника. Насеље се налази на надморској висини од 356 м.